# Urbaser
Urbaser es uno de los líderes mundiales en soluciones medioambientales, una compañía global orientada a potenciar el valor de los recursos del planeta para construir un mañana más sostenible, dando servicio aproximadamente a 70 millones de personas en alrededor de 15 países a través de una enorme red de más de 48.000 empleados que impulsan cada día una circularidad real.

## Historia
Urbaser fue fundada en 1990 bajo el nombre de Técnicas Medioambientales S.A. (TecMed), con el objetivo de ofrecer servicios medioambientales a ayuntamientos y corporaciones locales. Durante los años 2000, la compañía expandió sus operaciones mediante la creación de filiales especializadas:
- Socamex: dedicada a la gestión integral del agua.
- Orto: enfocada en la gestión de parques y jardines.
- Vertresa: especializada en la eliminación de residuos.
- Sertego: centrada en residuos industriales.

En 2004, TecMed se fusionó con la división de medio ambiente de Dragados (Grupo ACS), adoptando el nombre de Urbaser S.A.
En 2016, la empresa pasó a formar parte de Firion Investments S.L., controlada por el grupo chino Energy Conservation and Environmental Protection (CECEP).
Desde octubre de 2021, la compañía es propiedad de la empresa de capital de inversión Platinum Equity.

## Actividad
La compañía desarrolla diferentes actividades, agrupadas en tres distintos tipos de soluciones medioambientales:
- Servicios urbanos:

La empresa ofrece servicios de recogida de residuos y limpieza urbana, incluyendo la limpieza de calles, playas y parques. Combina el trabajo de personal especializado con maquinaria avanzada para garantizar soluciones de alta calidad. En 2024, Urbaser prestó servicios de limpieza urbana y recogida de residuos a cerca de 65 millones de personas en todo el mundo.
- Tratamiento de residuos urbanos:

Urbaser gestiona y trata residuos sólidos urbanos mediante el diseño, construcción, operación y mantenimiento de instalaciones de tratamiento. Estas actividades incluyen la clasificación de residuos, separación de materiales reciclables y eliminación de rechazos. La compañía opera más de 150 plantas de tratamiento y valorización de residuos municipales.
- Soluciones industriales:

La empresa ofrece soluciones para el tratamiento de residuos industriales, tanto peligrosos como no peligrosos. Esto incluye la regeneración de bases lubricantes, recuperación de combustibles de origen MARPOL y gestión de residuos eléctricos, electrónicos y biosanitarios. En 2024, Urbaser amplió sus actividades en este sector a Portugal y nuevos segmentos de tratamiento de residuos.

## Sostenibilidad
Urbaser integra la sostenibilidad en su estrategia empresarial, alineándose con los Objetivos de Desarrollo Sostenible de las Naciones Unidas. La compañía promueve la economía circular y la descarbonización mediante la recuperación de residuos y la generación de energía renovable. 
Urbaser participa activamente en iniciativas como el Pacto Mundial de las Naciones Unidas y ha recibido reconocimientos por su compromiso con la innovación y la sostenibilidad, incluyendo el Premio Nacional de Innovación 2023 y el Premio Achilles 2024.